# Scottie Thompson
Susan Scott (Scottie) Thompson (Richmond (Virginia), 9 november 1981) is een Amerikaanse actrice.

## Biografie
Thompson werd geboren en groeide op in Richmond (Virginia), waar ze aan de Collegiate School haar schoolopleiding volgde. Zij begon al op jonge leeftijd met ballet, jazzballet en moderne dans en nam jaren deel aan het Richmond Ballet. Zij studeerde af met een bachelor in theaterwetenschap en literatuurwetenschap aan de Harvard-universiteit in Cambridge (Massachusetts). Na het behalen van haar diploma begon zij met acteren in diverse theateruitvoeringen. Naast Engels spreekt zij ook vloeiend Frans.
Thompson begon in 2000 met acteren voor televisie in de film Center Stage, waarna zij nog meer rollen speelde in films en televisieseries.

## Filmografie

### Films
Uitgezonderd korte films.
- 2022: Murder at Yellowstone City - als Emma Dunnigan
- 2019: Crown Vic - als Claire
- 2019: Epiphany - als Cari
- 2019: Limbo - als Cassiel
- 2019: My Daughter's Ransom - als Rachel
- 2018: Coulda, Woulda, Shoulda - als Chloe
- 2018: Hope at Christmas - als Sydney
- 2017: Broken Ghost - als Samantha Day
- 2017: Dead on Arrival - als Bonnie
- 2015: Before I Wake - als lerares
- 2015: The Funhouse Massacre - als sheriff Kate
- 2015: The Leisure Class - als Allison
- 2014: Land of Leopold - als Corrina Rose
- 2014: Beautiful Girl - als Diane
- 2014: 37 - als Jemma Johnstone
- 2014: The Lookalike - als Mila
- 2012: Lake Effects - als Sara
- 2011: Partners - als Mattie
- 2011: Deck the Halls - als Regan Reilly
- 2010: Skyline - als Elaine
- 2009: Star Trek - als vrouw van Nero
- 2000: Center Stage - als lid van artiestenteam

### Televisieseries
Uitgezonderd eenmalige gastrollen.
- 2022: Bel-Air - als Angela - 2 afl.
- 2020: MacGyver - als Ellen - 2 afl.
- 2016-2018: 12 Monkeys - als Vivian Rutledge - 7 afl.
- 2006-2016: NCIS - als Jeanne Benoit - 18 afl.
- 2014: The Blacklist - als Zoe D'Antonio - 4 afl.
- 2013: Graceland - als Lauren Kincaid - 3 afl.
- 2012: Gumbel - als Patti - 2 afl.
- 2009-2010: Trauma - als Diana Van Dine - 19 afl.
- 2006: Brotherhood - als Shannon McCarthy - 4 afl.
- 2015: Zoo - als Sheriff Becky - 1 afl.
- 2014: Castle - als Tildy McGuire - 1 afl.

- Biblioteca Nacional de España: XX5109553
- Bibliothèque nationale de France: cb165267835 (data)
- Gemeinsame Normdatei: 1070292974
- International Standard Name Identifier: 0000 0001 2206 4345
- Library of Congress Control Number: no2011042950
- Système universitaire de documentation: 152317260
- Virtual International Authority File: 169249850
- WorldCat: E39PBJhxptVfV8P9R4WfJ3Y9Dq